# John Dramani Mahama
John Dramani Mahama (Ghána, 1958. november 29. –) ghánai politikus, Ghána elnöke 2012. július 24-től 2017. január 7-ig, valamint 2025. január 7. óta.
John Atta Mills elnöksége alatt (2009–2012) alelnökként szolgált. Elődjének váratlan halála után, az alkotmány értelmében, Mahama örökölte meg az államfői tisztséget. Ghánában 2012 decemberében elnöki és parlamenti választásokra került sor, amelyet meg is nyert kihívójával, Nana Akufo-Addóval szemben.
Mahama elnöksége alatt az ország gazdasági növekedése megtorpant, és ezért az ellenzék az elnököt és a kormányzó Nemzeti Demokratikus Kongresszus nevű pártot tette felelőssé. A soron következő, 2016. december 7-i elnökválasztáson John Mahama ismét versenybe szállt, és kihívója ismét az Új Hazafias Párt jelöltje, Nana Akufo-Addo volt. Akufo-Addo, aki 2001 és 2009 között igazságügyminiszter és külügyminiszter is volt, már harmadszor indult az elnökválasztáson, és ezúttal győzött. Mahama december 9-én elismerte vereségét.